# República Nova
República Populista, Cuarta República Brasileña, Nueva República y República del 46 se refieren al período de la historia de Brasil que comenzó con el fin del gobierno provisional de José Linhares (31 de enero de 1946), que a su vez se inició tras la renuncia forzada de Getúlio Vargas (29 de octubre de 1945), poniendo fin al Estado Novo. Durante este período de la historia de Brasil, se fundó Petrobras bajo el segundo gobierno de Vargas (1951-1954) y se trasladó la capital nacional de Río de Janeiro a la ciudad planificada de Brasilia.
Según Zicman de Barros e Lago, el término "República Populista" fue utilizado por primera vez por Celso Lafer en 1971.  A su vez, la palabra "populismo" entra en el léxico político brasileño precisamente en la segunda mitad de la década de 1940.  Inicialmente se utilizó para nombrar a políticos carismáticos capaces de movilizar a grandes masas nuevas formadas a partir de la migración de trabajadores a las grandes ciudades. En el contexto de la democratización del país, estos nuevos contingentes electorales escaparon a la dinámica del voto cantado y se incorporaron a la vida política nacional. Aunque la palabra fue utilizada a veces de forma peyorativa, siendo asociada a demagogia y manipulación, en general tuvo una connotación positiva, siendo reivindicada por diversos políticos.
El llamado "período populista" terminó el 31 de marzo de 1964, con el Golpe Militar de 1964 que depuso al entonces presidente democráticamente electo João Goulart. El gobierno de la época, aturdido por las críticas de todas partes y sacudido por crecientes problemas económicos, optó por el apoyo de la izquierda. El 31 de marzo, por la noche, el movimiento militar estalló en Belo Horizonte y se extendió rápidamente por todo Brasil, prácticamente sin reacción de la izquierda. Algunos políticos y dirigentes críticos con el régimen fueron detenidos o se exiliaron, como Goulart, que se exilió en Uruguay. Fue el inicio de la dictadura militar en Brasil.

## Transición
Los años 1945 y 1946 fueron notables para Brasil. En el corto espacio de tiempo entre la deposición de Getúlio Vargas, el 29 de octubre de 1945, y la promulgación de una nueva constitución, el 18 de septiembre de 1946, se produjeron hechos decisivos para la evolución del proceso histórico brasileño.
En 1945, Getúlio Vargas fue depuesto reinstaurándose el pluripartidismo y las elecciones libres. El sustituto de Vargas, el ministro José Linhares, asumió el cargo. Entre las mayores preocupaciones del expresidente del Supremo Tribunal Federal, el juez José Linhares, estaba la realización de nuevas elecciones. Los principales partidos de nueva creación -el Partido Social Democrático (PSD), el Partido Laborista Brasileño (PTB) y la Unión Democrática Nacional (UDN), junto con otros más pequeños como el Partido Comunista Brasileño (PCB)- presentaron sus candidatos.
En 1946, entró en vigor una nueva constitución, la Constitución de 1946, y las elecciones celebradas en 1945 llevaron al poder al general Eurico Gaspar Dutra como presidente.

## Gobierno de Dutra (1946-1951)

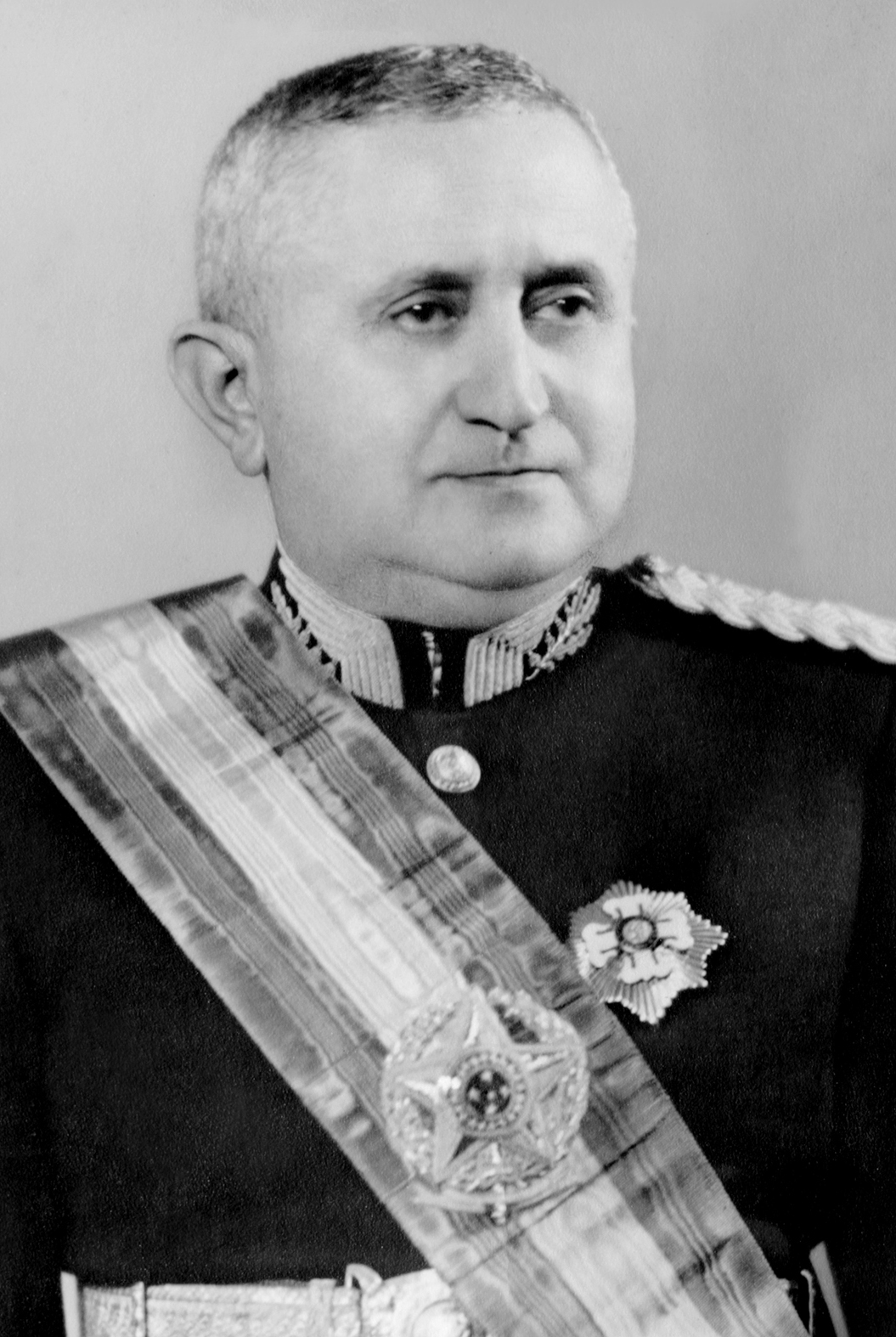
Eurico Gaspar Dutra, presidente entre 1946 y 1951

Dutra se presentó como candidato por el Partido Social Democrático (PSD) en coalición con el Partido Laborista Brasileño (PTB), y ganó las elecciones del 2 de diciembre de 1945, con 3.351.507 votos, superando a Eduardo Gomes de la Unión Democrática Nacional e Iedo Fiúza del Partido Comunista de Brasil. Como vicepresidente, la elección recayó en el político de Santa Catarina, Nereu Ramos, también del PSD, elegido por la Asamblea Nacional Constituyente de 1946. (Cuando Dutra fue elegido presidente, aún estaba en vigor la constitución de 1937, que no preveía la figura del vicepresidente.)
Dutra asumió el 31 de enero de 1946, junto con la apertura de los trabajos de la Asamblea Nacional Constituyente, en un clima de máxima libertad. El pacto constitucional surgió del entendimiento de los principales partidos del centro liberal, el PSD y la UDN, aunque en él actuaban partidos de izquierda como el Partido Comunista de Brasil (PCB) y el PTB. Dutra no interfirió en las decisiones, ni siquiera cuando su mandato se redujo de seis a cinco años, ya que había sido elegido en virtud de la Constitución de 1937, que preveía un mandato de seis años. El quinquenio presidencial, que comenzó con la prohibición de los juegos de azar en Brasil (abril de 1946), entró en su fase más característica en 1948, marcada por la sentencia del Tribunal Superior Electoral de que el PCB estaba fuera de la ley (1947) y luego por la ruptura de relaciones con la Unión Soviética (1948).

## Gobierno Vargas (1951-1954)
En el campo político, una nueva ideología entusiasmó a amplios sectores de la clase media, militares, estudiantes, profesionales liberales, intelectuales, trabajadores: el nacionalismo cuya expresión más significativa fue la campaña "O petróleo é nosso", que llevó al monopolio estatal de prospección y refinación de petróleo y a la creación de Petróleo Brasileiro S/A (Petrobras), en octubre de 1953.

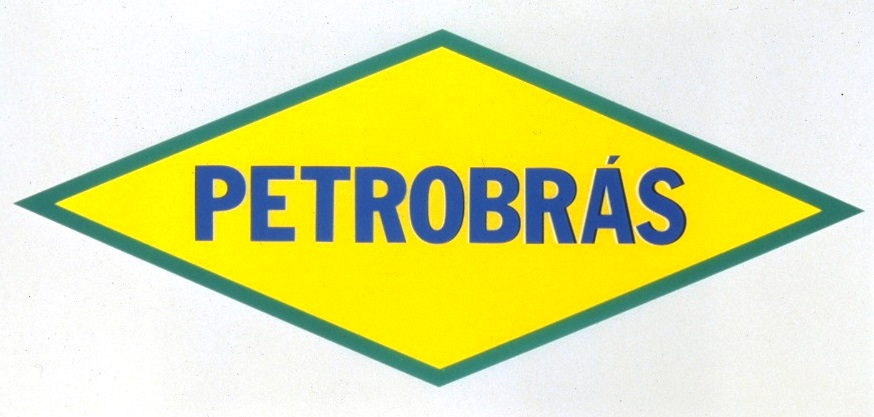
Logo de Petrobras en la década de 1950

A pesar del apoyo de los nacionalistas a la defensa del petróleo y de la tendencia estatista de su gobierno, Vargas comenzó a detectar claras señales del descontento de sectores estratégicos de opinión, especialmente representantes del capital extranjero y de la burguesía nacional. Sin embargo, las clases medias también daban muestras de impaciencia, como quedó claro con la elección de Jânio Quadros a la alcaldía de São Paulo, sin el apoyo de los grandes partidos. Getúlio hizo un cambio ministerial: nombró en el Ministerio de Hacienda a Osvaldo Aranha, que flexibilizó la política cambiaria y tomó medidas de estabilización económica; y en el Ministerio de Trabajo, a un joven y hasta entonces desconocido político gaúcho, João Goulart, que inició alianzas con el movimiento obrero, sustituyendo la política populista de Vargas.
Sin embargo, Getúlio no consiguió dirigir tan bien su gobierno. Presionado por una serie de acontecimientos, en 1954 Getúlio Vargas se suicidó en el interior del Palacio de Catete, y su vicepresidente, João Fernandes Campos Café Filho, se hizo cargo del país.

## Gobierno de Kubitschek (1956-1961)

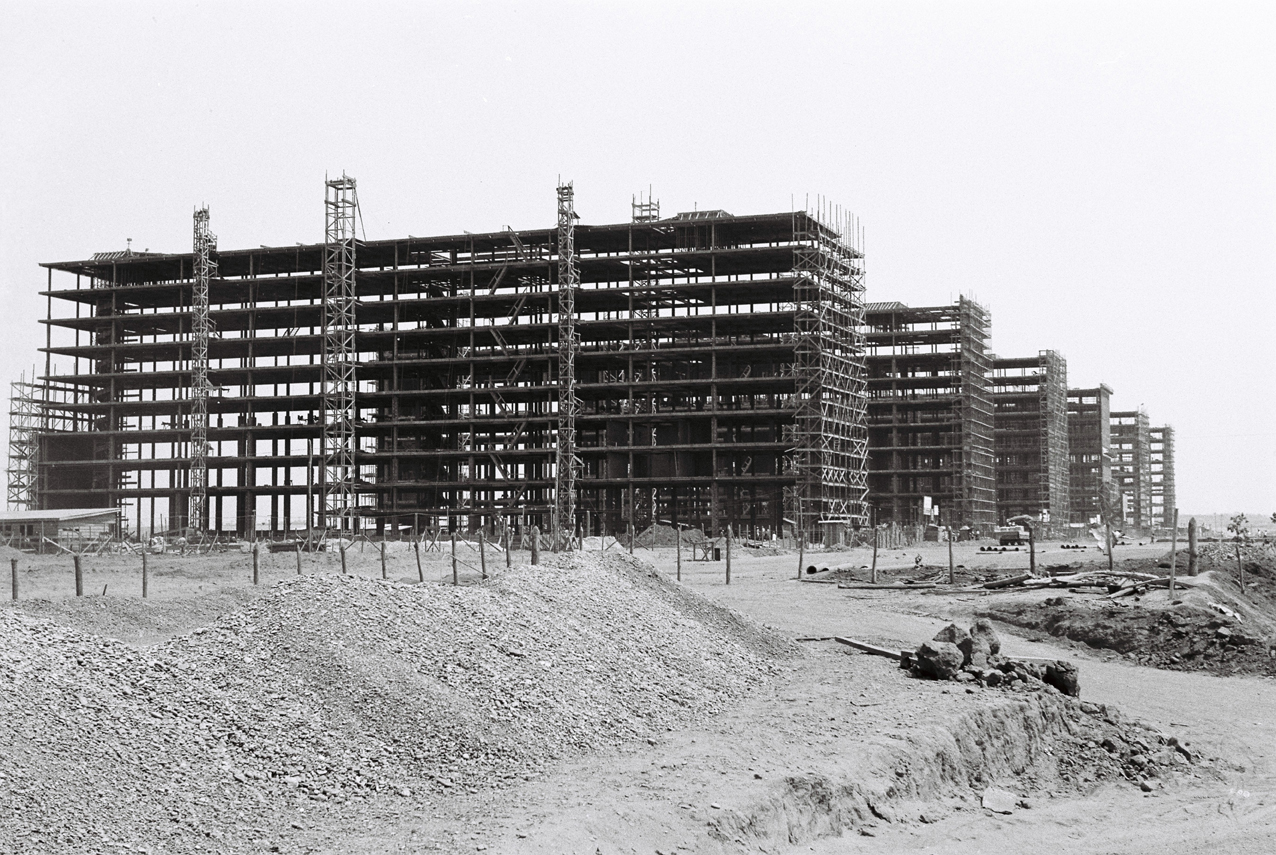
Construcción de la Esplanada dos Ministérios en Brasilia, la nueva capital nacional en 1959

En 1955, Juscelino Kubitschek fue elegido presidente y asumió el cargo en enero de 1956, aunque se enfrentó a intentos de golpe de Estado. João Goulart fue elegido vicepresidente y asumió el cargo ese mismo año. El gobierno de Kubitschek se caracterizó por el llamado desarrollismo, doctrina centrada en los avances técnico-industriales como supuesta prueba del progreso general del país. El lema del "desarrollismo" bajo Juscelino era "50 años en 5". En 1960, Kubitschek inauguró Brasilia, la nueva capital del país.
El quinquenio de Juscelino Kubitschek se centró en el desarrollo económico y en la política de industrialización. Se ampliaron las infraestructuras de carreteras, ferrocarriles y puertos, electricidad, almacenes y silos. Para paliar las disparidades regionales, Juscelino creó la Superintendencia para el Desarrollo del Nordeste (SUDENE) y promovió la internalización mediante una red de carreteras y el traslado de la capital a Brasilia. Fue una época de industrialización para el país. Comenzó la implantación de las industrias de bienes de consumo duradero y de bienes de producción. Se crearon las industrias del automóvil, electrodomésticos, construcción naval, mecánica pesada, cemento, papel y celulosa.

## Gobierno de Jânio Quadros (1961)

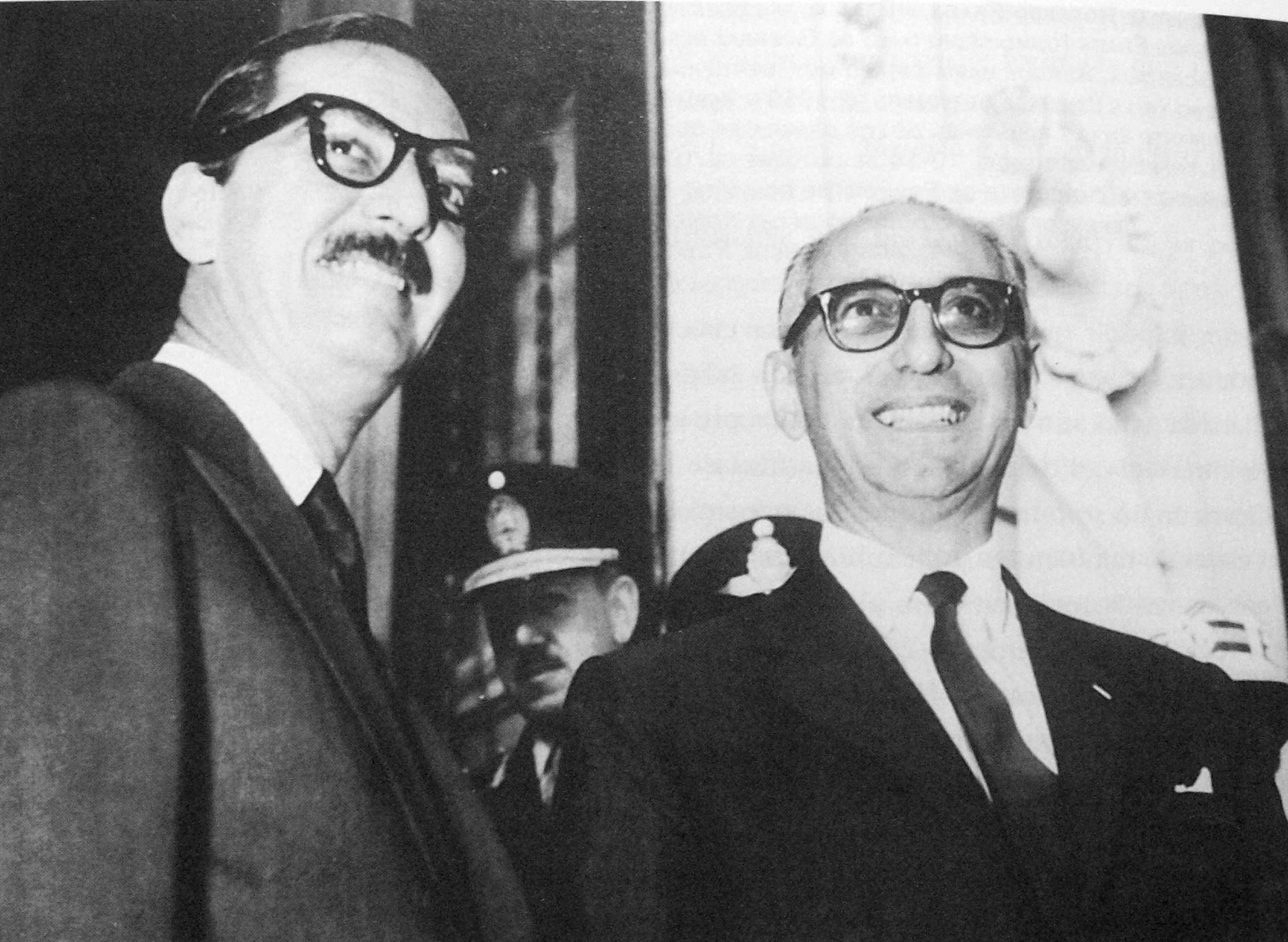
Jânio Quadros y Arturo Frondizi, el entonces Presidente de Argentina.

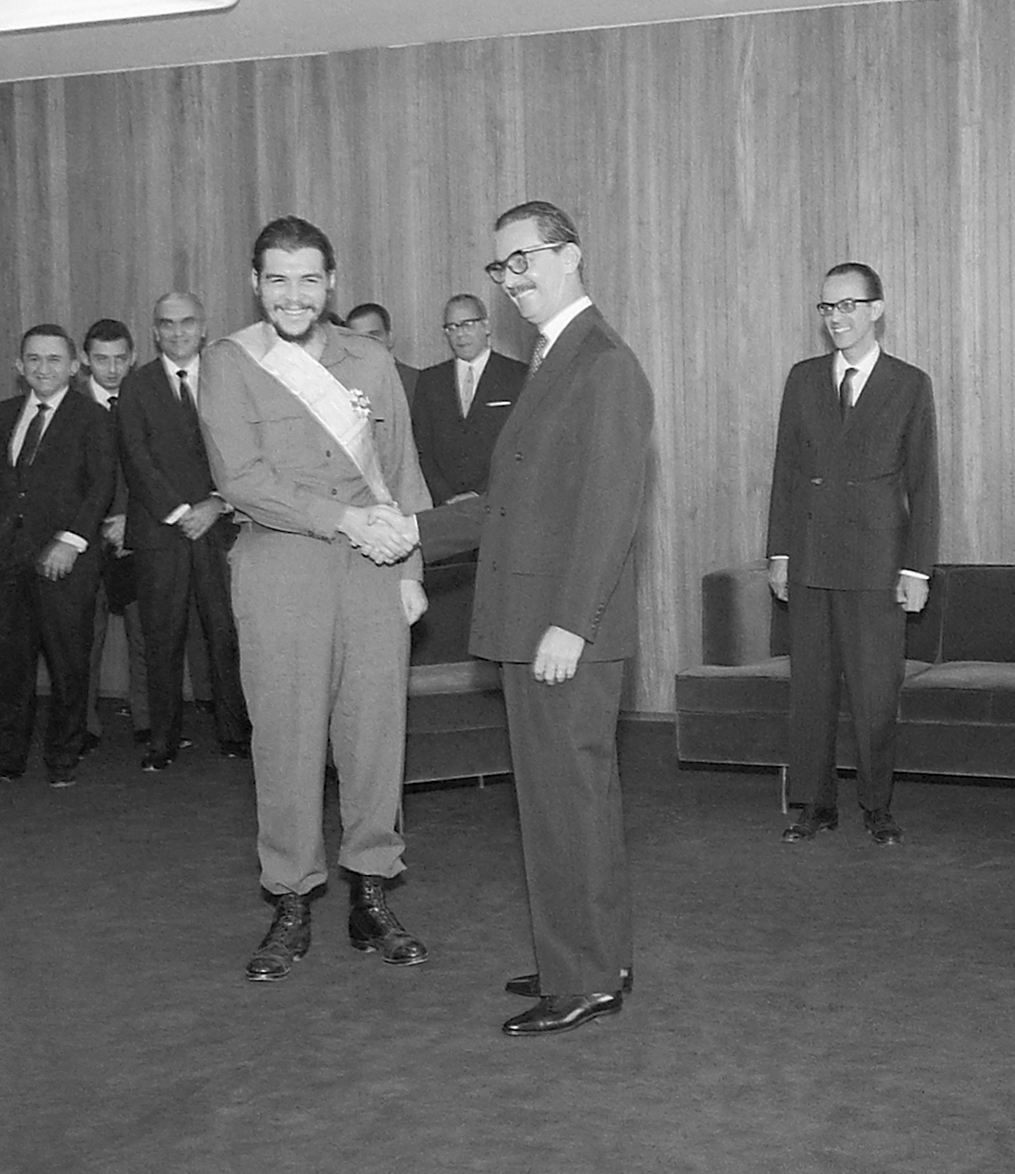
Jânio Quadros condecora a Ernesto Guevara con la Orden de la Cruz del Sur, 1961. Archivo Nacional.

En 1961, Jânio Quadros asumió la presidencia pero renunció en agosto del mismo año. Jânio, antiguo profesor de São Paulo que predicaba la moralización del gobierno, era miembro del PTN. Jânio llegó a adoptar una política moralista (como la prohibición de los bikinis en las playas) y una política exterior independiente: se reunió con el revolucionario argentino Ernesto Guevara por razones diplomáticas. Jânio pidió la liberación de 20 sacerdotes españoles presos en Cuba que le fue concedida. Con la liberación de los presos, Jânio decidió condecorar al Che, lo que provocó la indignación de los sectores civiles y militares más conservadores.
La fórmula adoptada por Jânio fue combinar una política interna conservadora, deflacionaria y antipopular con una política exterior independiente para atraer la simpatía de la izquierda. Mucho más retórica que efectiva, esta política, que destacó por sus ataques a la China Nacionalista y la condecoración del líder de la Revolución Cubana Ernesto "Che" Guevara, acabó atrayendo la desconfianza de la burguesía y la ira de los militares. El aumento de las tarifas públicas, la ampliación de la jornada laboral de la burocracia y la preocupación demagógica por cuestiones insignificantes, como la prohibición de las peleas de gallos y las emisiones televisivas que mostraban a chicas en bikini, acabaron por erosionar el apoyo que aún recibía de la opinión pública.
Actualmente se cree que Jânio Quadros intentó dar un autogolpe, es decir, dimitir para volver con plenos poderes, apostando a que el Congreso no aceptaría su renuncia por culpa de su vicepresidente João Goulart, vinculado a la izquierda laborista. Pero, de ser cierto, fracasó, y el Congreso aceptó su dimisión.

## Gobierno Ranieri Mazzili (1961)

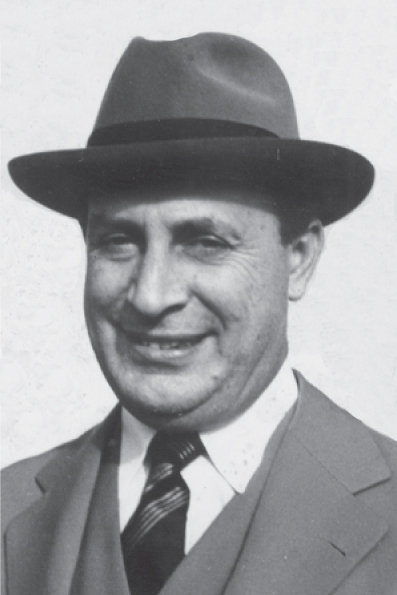
Ranieri Mazzilli

Ranieri Mazzilli, en su calidad de presidente de la Cámara de Diputados, según lo dispuesto en la Constitución vigente, asumió la presidencia de la República en varias ocasiones, entre ellas dos especialmente notables. La primera fue el 25 de agosto de 1961, debido a la dimisión de Jânio Quadros y a la ausencia del Vicepresidente João Goulart, que se encontraba en misión en China. En esta ocasión, los ministros militares del gobierno de Jânio Quadros -el general Odílio Denys (Ejército), el brigadier Gabriel Grün Moss (Fuerza Aérea) y el almirante Sílvio Heck (Marina)- formaron una junta militar informal que intentó, sin éxito, impedir la toma de posesión de João Goulart, abriendo una grave crisis político-militar en el país. La solución al impasse fue la aprobación por el Congreso, el 2 de septiembre, de una enmienda a la Carta de 1946, que introducía un sistema parlamentario de gobierno. João Goulart asumió entonces la presidencia el 7 de septiembre de 1961.
La segunda vez que el presidente de la Cámara de Diputados Ranieri Mazzilli asumió la presidencia de la República de forma interina fue el 2 de abril de 1964, con motivo del golpe de Estado que depuso al presidente João Goulart. En menos de tres años, era la sexta vez que asumía el cargo de forma interina. A pesar de ello, el poder de facto pasó a ser ejercido por una junta militar, llamada Comando Supremo de la Revolución, formada por tres de sus ministros: el general Artur da Costa e Silva, el vicealmirante Augusto Rademaker Grünewald y el teniente brigadier Francisco de Assis Correia de Melo. El 15 de abril, entregó el cargo al Mariscal Humberto de Alencar Castelo Branco, que ganó las elecciones indirectas el 11 de abril. Aunque no fue militar, su segundo gobierno es considerado el primero de la quinta República, más conocida como régimen militar o dictadura.

## Gobierno Goulart (1961-1964)

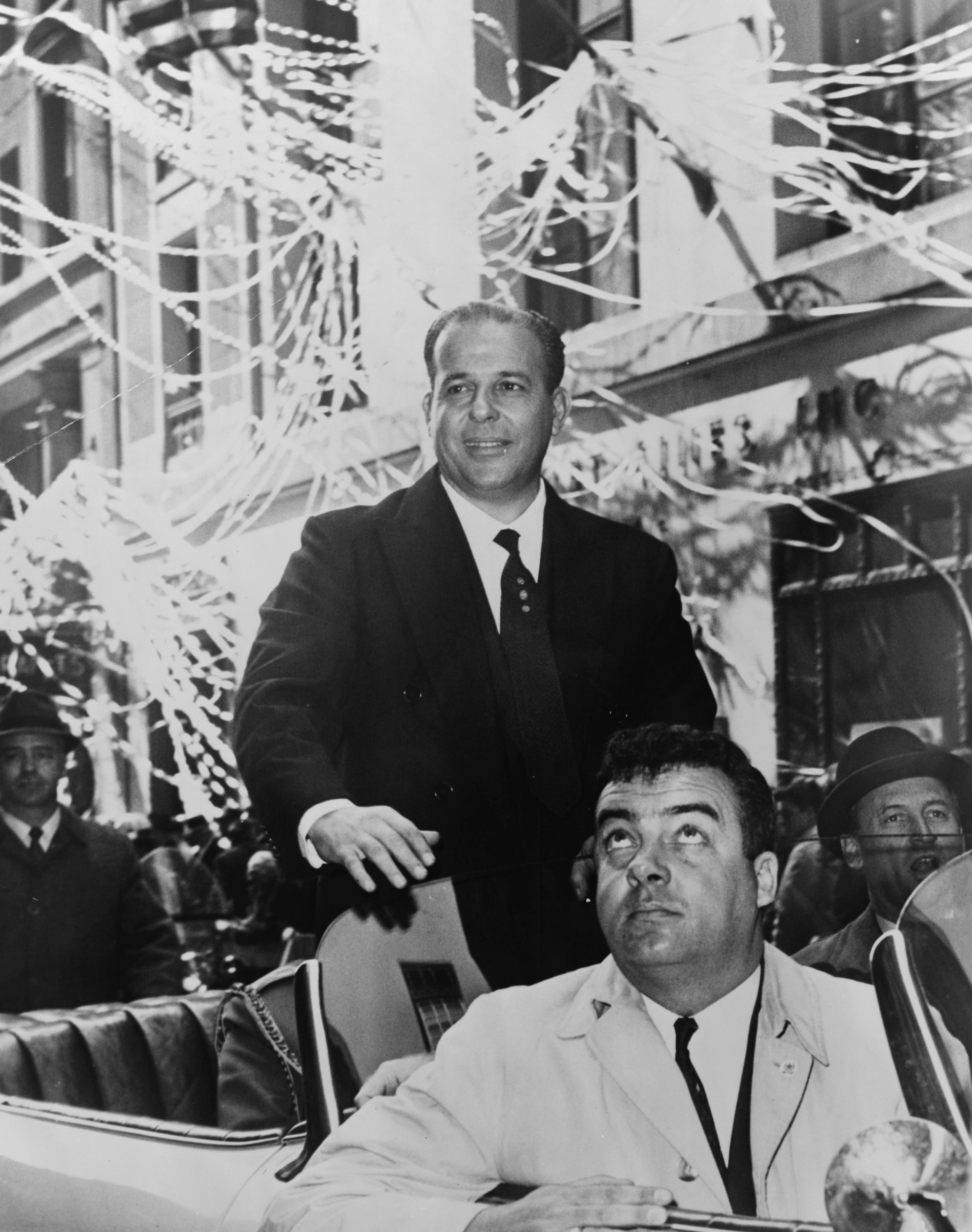
Jango (João Goulart) durante su visita a los Estados Unidos en 1962.

El vicepresidente João Goulart, conocido como Jango, asumió el poder tras una rápida crisis política: los militares no querían aceptarle como presidente alegando el "peligro comunista". Además de exministro de Trabajo, Goulart se encontraba en China cuando dimitió Jânio Quadros (que, según la teoría del autogolpe, intentó aprovecharse del viaje de su vicepresidente). Se llegó a una solución intermedia y se instauró el parlamentarismo en Brasil. En poco más de un año, se sucedieron tres presidentes del Consejo de Ministros: Tancredo Neves, Brochado da Rocha y Hermes Lima. Con el apoyo de las bases y de los sindicalistas, Goulart consiguió adelantar el plebiscito a enero de 1963 y revirtió fácilmente el sistema al presidencialismo. Así, en 1963, João Goulart recuperó la jefatura del gobierno con el plebiscito que aprobó la vuelta al presidencialismo.
Goulart comenzó entonces a maniobrar para mantener el apoyo de las bases y los sindicatos y, al mismo tiempo, atraer las simpatías del centro político. Para ello, lanzó un plan trienal de desarrollo económico y social, en el que preconizaba conjuntamente reformas básicas, agrarias y urbanas, medidas antiinflacionistas clásicas e inversiones extranjeras.
El resultado fue exactamente el contrario. El plan fue atacado tanto por la izquierda como por los conservadores, más preocupados por las implicaciones políticas que por los resultados prácticos. El Gobierno, aturdido por las críticas de unos y otros y sacudido por los crecientes problemas económicos, optó por el apoyo de la izquierda. El 31 de marzo, por la noche, estalló el golpe militar en Belo Horizonte y se extendió rápidamente por todo Brasil, sin apenas reacción de la izquierda. Algunos políticos y dirigentes críticos con el régimen fueron detenidos o se exiliaron, como Goulart, que se exilió en Uruguay. El 2 de abril, el presidente del Senado Auro de Moura Andrade declaró vacante la Presidencia de la República y tomó juramento al presidente de la Cámara de Diputados, Ranieri Mazzilli. Fue el inicio de la dictadura militar en Brasil.